# Cicapar
Cicapar is een bestuurslaag in het regentschap Ciamis van de provincie West-Java, Indonesië. Cicapar telt 4275 inwoners (volkstelling 2010).